# آره (ونتو)
آره (به ایتالیایی: Arre) یک کومونه در ایتالیا است که در استان پادووا واقع شده‌است. آره ۱۲٫۴ کیلومتر مربع مساحت و ۲٬۰۶۷ نفر جمعیت دارد.